# أوبالا (كانتون)
أوبالا (بالإسبانية: Upala)‏ و هو الكانتون الثالث عشر من محافظة الأخويلا في كوستاريكا. و يغطي الكانتون مساحة 1,580.67 كم مربع،
كما يقارب عدد سكانه 40,767 نسمة.
و تدعى مدينته الرئيسية بـ أوبالا أيضاً.
تم تأسيس هذا الكانتون تشريعيا في 17 آذار 1970.

## المقاطعات
يتألف الكانتون من سبع مقاطعات وهي :
1. أوبالا
2. آغواس كلاراس
3. سان خوسيه
4. بيخاغوا
5. ديليسياس
6. دوس ريوس
7. جوليجال